# Diana Sujew
Diana Sujew (ur. 2 listopada 1990 w Rydze) – niemiecka lekkoatletka specjalizująca się w biegach średniodystansowych, medalistka mistrzostw Europy w 2012, olimpijka.

## Osiągnięcia sportowe
Specjalizowała się w biegu na 1500 metrów, choć w początkach kariery startowała również w biegach z przeszkodami. Odpadłą w eliminacjach biegów na 1500 metrów i na 3000 metrów z przeszkodami na mistrzostwach świata juniorów w 2008 w Bydgoszczy. Zajęła 6. miejsce w biegu na 1500 metrów na mistrzostwach Europy juniorów w 2009 w Nowym Sadzie i 5. miejsce na tym dystansie na młodzieżowych mistrzostwach Europy w 2011 w Ostrawie.
Zdobyła srebrny medal w biegu na 1500 metrów na mistrzostwach Europy w 2012 w Helsinkach, za Nurią Fernández z Hiszpanii, a przed Terezą Čapkovą z Czech. Ukończyła bieg na 6. pozycji, jednak później pierwsze cztery zawodniczki zostały zdyskwalifikowane z powodu dopingu. Odpadła w eliminacjach tej konkurencji na halowych mistrzostwach Europy w 2013 w Göteborgu i na mistrzostwach świata w 2013 w Moskwie. Zajęła 8. miejsce na tym dystansie na mistrzostwach Europy w 2014 w Zurychu.
Odpadła w półfinale biegu na 1500 metrów na igrzyskach olimpijskich w 2016 w Rio de Janeiro oraz eliminacjach tej konkurencji na halowych mistrzostwach świata w 2018 w Birmingham i mistrzostwach Europy w 2018 w Berlinie.
Była mistrzynią Niemiec w biegu na 1500 metrów w 2010, wicemistrzynią na tym dystansie w 2014 i 2017 oraz brązową medalistką w 2012, 2013, 2016 i 2018, a w hali mistrzynią w tej konkurencji w 2018, wicemistrzynią w 2011 oraz brązową medalistką w 2010 i 2013.

## Rekordy życiowe
Rekordy życiowe Sujew:
- bieg na 800 metrów – 2:02,29 (17 lipca 2012, Lignano Sabbiadoro)
- bieg na 800 metrów (hala) – 2:06,32 (13 lutego 2010, LIpsk)
- bieg na 1000 metrów – 2:40,03 (22 maja 2011, Pliezhausen)
- bieg na 1500 metrów – 4:05,62 (13 lipca 2013, Heusden-Zolder)
- bieg na 1500 metrów (hala) – 4:07,99 (22 stycznia 2012, Poczdam)
- bieg na milę – 4:28,38 (3 czerwca 2018, Hengelo)
- bieg na 3000 metrów – 8:47,68 (8 września 2013, Rieti)

## Rodzina
Jej siostra bliźniaczka Elina jest również byłą lekkoatletką startującą głównie na 1500 metrów, medalistką mistrzostw Europy juniorów w 2009.